# Jerry Seinfeld
Jerome Allen Seinfeld, detto Jerry (New York, 29 aprile 1954), è un cabarettista, attore, sceneggiatore, produttore televisivo e scrittore statunitense.
Ha raggiunto grande successo all'inizio degli anni novanta grazie alla popolare sit-com Seinfeld, che ha co-creato e scritto insieme a Larry David e per la quale nel 1995 ha vinto un Golden Globe per il miglior attore in una serie commedia o musicale.
Successivamente ha creato e prodotto il reality show The Marriage Ref (2010-2011) e il talk show Comedians in Cars Getting Coffee (2012-2019), valsogli tre Webby Award. Ha poi coprodotto, co-sceneggiato e recitato nel film d'animazione Bee Movie (2007) e in Unfrosted - Storia di uno snack americano (2024).

## Biografia
Seinfeld nasce a Brooklyn, borough di New York, il 29 aprile del 1954 da padre statunitense figlio di immigrati ucraini di origine ebraica, Kalmen Seinfeld (1918–1985), e da madre statunitense figlia di immigrati siriani di origine ebraica e nativi di Aleppo, Betty Hosni (1914-2014). 
Trascorre l'infanzia e l'adolescenza a Massapequa, a Long Island, e nel 1976 ottiene un Bachelor of Arts in scienze delle comunicazioni e teatro al Queens College. Contemporaneamente inizia a esibirsi nei principali locali di New York: la sua comicità, basata soprattutto su osservazioni pungenti e ironiche sui normali fatti della vita, non ottiene subito grandi favori. Le sue performance, con il tempo, riscuotono però successo nei templi del cabaret statunitense e già nel 1981 Seinfeld si esibisce al Tonight Show, proseguendo poi con apparizioni nelle trasmissioni televisive più importanti, come il David Letterman show.
Nel 1988 la NBC, colpita dall'originalità e dalla freschezza della sua comicità, gli propone uno show televisivo nel quale dovrà sostenere il duplice ruolo di protagonista ed autore. Nascerà così una delle sit-com più famose degli Stati Uniti d'America, Seinfeld, che lo porterà alla consacrazione presso pubblico e critica. Nel 1998, nel pieno del successo, decide tuttavia di abbandonare il progetto per dedicarsi ad altre attività. Nel 1999 si sposa con Jessica Sklar. Nel 2008 è stato protagonista, insieme a Bill Gates, di una serie di spot televisivi per la Microsoft.
Dal 2012 è creatore e conduttore dell'originale talk show Comedians in Cars Getting Coffee. In ogni episodio Jerry Seinfield, a bordo di una sempre diversa macchina d'epoca, invita un comico per un viaggio in auto fino ad una caffetteria o ristorante. Lo show mantiene sempre vivo il realismo e data la presenza di forti caratteri comici e abili intrattenitori non è necessario nessuno script.

### Il successo conSeinfeld
La sit-com sarà un enorme successo, ma non le prime stagioni, in quanto il network decide di mandare in onda solo pochi episodi delle prime due; sin dalla terza stagione le richieste si stabilizzeranno però attorno alle 25 puntate, veri e propri cult, portando fama e fortuna non solo al suo attore protagonista, ma anche agli altri interpreti: Michael Richards (nella parte del dinoccolato e strambo Cosmo Kramer), Jason Alexander (nella parte del nevrotico e complessato George Costanza) e Julia Louis-Dreyfus (Elaine, ex di Jerry nella sit-com ed unico personaggio femminile stabile del gruppo). In Italia, andò in onda su TMC e successivamente su TMC2.
La serie racconta la vita di tutti i giorni di Jerry Seinfeld e dei suoi più vicini amici e parenti, proponendosi come un perfetto contenitore per osservazioni ironiche e taglienti sui costumi e i comportamenti umani. Tenendosi lontano da contenuti volgari, il telefilm diverrà sempre più di successo presentando storie corali basate spesso su una comicità dell'assurdo, garantendo ai creatori Seinfeld e Larry David cifre da capogiro, fino a 250 milioni di dollari in una sola stagione.

## Vita privata
Seinfeld è coniugato con la scrittrice e filantropa newyorkese Nina Danielle Sklar, che ha sposato il 25 dicembre 1999 e con la quale ha tre figli. Nel 2024 Bloomberg ha stimato che abbia un patrimonio complessivo di oltre un miliardo di dollari, che lo rendono uno dei comici più pagati della storia. Buona parte di tale ricchezza è dovuta ai vari accordi di syndication firmati dalla sua sitcom, che da soli gli hanno fruttato ben 465 milioni di dollari.
Nato in una famiglia di ebrei ortodossi, Seinfeld si identifica come ebreo e da adolescente ha trascorso un periodo come volontario nel kibbutz Sa'ar in Israele. Nel corso degli anni ha ammesso di non ritenersi particolarmente religioso. Ciononostante, ha più volte espresso solidarietà a Israele e alla sua condotta in Palestina.

## Filmografia parziale

### Attore

#### Cinema
- Eddie - Un'allenatrice fuori di testa (Eddie), regia di Steve Rash (1996) - cameo
- Pros & Cons, regia di Boris Damast (1999) - cameo
- Ricomincio da me (The Thing About My Folks), regia di Raymond De Felitta (2005) - cameo
- Top Five, regia di Chris Rock (2014) - non accreditato
- Unfrosted - Storia di uno snack americano (Unfrosted) (2024)

#### Televisione
- Seinfeld - serie TV, 180 episodi (1989-1998)
- 30 Rock - serie TV, episodio 2x01 (2007) - se stesso
- Curb Your Enthusiasm - serie TV, episodio 7x10 (2009) - se stesso
- Louie - serie TV, episodi 3x12 & 4x02 (2012, 2014) - se stesso
- Comedians in Cars Getting Coffee - talk show, 84 episodi (2012-2019) - se stesso

### Doppiatore
- Bee Movie, regia di Simon J. Smith e Steve Hickner (2007)

### Sceneggiatore
- Bee Movie, regia di Simon J. Smith e Steve Hickner (2007)
- Unfrosted - Storia di uno snack americano (Unfrosted) (2024)

### Regista
- Unfrosted - Storia di uno snack americano (Unfrosted) (2024)

### Produttore
- Bee Movie, regia di Simon J. Smith e Steve Hickner (2007)
- Unfrosted - Storia di uno snack americano (Unfrosted) (2024)

## Doppiatori italiani
Nelle versioni in italiano delle opere in cui ha recitato, Jerry Seinfeld è stato doppiato da:
- Sandro Acerbo in Seinfeld, Unfrosted: Storia di uno snack americano
- Vittorio Guerrieri in 30 Rock
- Stefano Miceli in Top Five

Da doppiatore è sostituito da:
- Fabrizio Vidale in Bee Movie